# Kermes nakagawae
Kermes nakagawae är en insektsart som beskrevs av Kuwana 1902. Kermes nakagawae ingår i släktet Kermes och familjen eksköldlöss. Inga underarter finns listade i Catalogue of Life.